# Sadovi (Guiaguínskaya, Adiguesia)
Savodi (del ruso: Садовый) es un jútor del raión de Guiaguínskaya, en la república de Adiguesia de Rusia. Está situado 14 km al este de Guiaguínskaya y al 27 km al norte de Maikop y pertenece al municipio Airiumovskoye. Tenía 195 habitantes en 2010